# Lucas Colb
Lucas Colb (Colb Lukács, Colbin Lukács, Colbius Lukács) (Brassó, 1680 – Rozsnyó, 1753. november 1.) evangélikus lelkész.

## Élete
Georg Colb fia volt. A gimnáziumot szülővárosában végezte; 1706 őszén Jénába ment és több évig tanult az ottani egyetemen. 1716. március 6-án a brassói gimnázium lektora lett. 1719. november 14-én szászmagyarósi, 1724. január 27-én rozsnyói lelkésszé választották. 1747 áprilisában a barcasági káptalan dékánja lett, miután azt 1731-től a törvény előtt képviselte.
Midőn a jenai egyetemről hazatért, Johann Albrich vezetése alatt a Brassó-városi levéltár okmányait rendezte, lajstromozta s részben lemásolta.
Barokk stílusú síremléke a rozsnyói evangélikus templomban található.

## Munkái
- De salutis nostrae causis. Coronae, 1704. (Dissertationes Tusculanae Heltesdenses.)

### Kéziratban
- Codex privilegiorum Capituli Coronensis. Fol. 437 oldal;
- Addita compendio Actorum Synodalium ab a. 1545–1730. (200 l.)
- Acta capitularia Barcensia, 3 fol. kötet
- Collectiones privilegiorum clero Saxonico in Transilvania concessorum, una cum actis synodorum inde ab a. 1545. usque 1726. 4-rét 1237 oldal
- Das Recht des Burzenländischen Kapitels, weltliche Zeugen gerichtlich vorzuladen, dessen Gerichts-Kompetenz über Organisten, und das jus episcopale desselben; Auszug aus den im bürgerl. Capitels Archiv aufbewahrten Annalibus Ecclesiasticis 1520–1735.